# Deh Mīāneh
Deh Mīāneh (persiska: ده ميانه, دِه مِيانِه) är en ort i Iran.   Den ligger i provinsen Hamadan, i den nordvästra delen av landet, 280 km sydväst om huvudstaden Teheran. Deh Mīāneh ligger 2 093 meter över havet och antalet invånare är 116.
Terrängen runt Deh Mīāneh är kuperad.Runt Deh Mīāneh är det ganska tätbefolkat, med 104 invånare per kvadratkilometer. Närmaste större samhälle är Golparābād, 2,1 km söder om Deh Mīāneh. Trakten runt Deh Mīāneh består i huvudsak av gräsmarker.